# Cinclocerthia ruficauda
Cinclocerthia ruficauda е вид птица от семейство Mimidae.

## Разпространение
Видът е разпространен в Антигуа и Барбуда, Бонер, Синт Еустациус, Саба, Доминика, Гренада, Гваделупа, Мартиника, Монсерат, Сейнт Китс и Невис, Сейнт Лусия и Сейнт Винсент и Гренадини.